# Морозово (Вытегорский район)
Морозово — деревня в Вытегорском районе Вологодской области.
Входит в состав Анненского сельского поселения, с точки зрения административно-территориального деления — в Анненский сельсовет.
Расстояние по автодороге до районного центра Вытегры — 58 км, до центра муниципального образования села Анненский Мост — 3 км. Ближайшие населённые пункты — Анненский Мост, Бадожский Погост, Бессоново.
По переписи 2002 года население — 7 человек.